# Крістіан Серратос
Крістіан Серратос (англ. Christian Serratos; нар. 21 вересня 1990, Пасадена, Каліфорнія, США) — американська акторка, відома ролями Анджели Вебер у кіносеріалі «Сутінки» та Розіти Еспінози в серіалі «Ходячі мерці».

## Життєпис
Народилася в Пасадені, Каліфорнія, США, але виросла в місті Бербанк. Вона єдина донька в родині дизайнера ювелірних виробів і спеціаліста по будівництву. У сім років почала працювати в агентстві Ford models. В три роки зайнялась фігурним катанням, а пізніше — балетом й танцями.

## Кар'єра
Протягом трьох сезонів виконувала роль С'юзі в американському сіткомі «Ned's Declassified School Survival Guide». Після цього проекту отримала роль подруги Белли Свон у серії фільмів «Сутінки». За цю роль у 2009 акторка отримала премію «Молодий актор». У кінці четвертого сезону «Ходячі мерці» з'явилась у ролі Розіти, яка у наступних двох сезонах стала повторюваною, а у сьомому — регулярною.

## Фільмографія

### Фільми
| Рік  | Назва                                | Оригінальна назва                         | Роль             | Примітки        |
| ---- | ------------------------------------ | ----------------------------------------- | ---------------- | --------------- |
| 2004 | «Місіс Маршалл»                      | Mrs. Marshall                             | Джилліан Маршалл | короткометражка |
| 2006 | «Красуні в молоці»                   | Cow Belles                                | Гізер Перез      | телефільм       |
| 2008 | «Сутінки»                            | Twilight                                  | Анджела Вебер    |                 |
| 2009 | «Сутінки. Сага: Молодий місяць»      | The Twilight Saga: New Moon               | Анджела Вебер    |                 |
| 2010 | «Сутінки. Сага: Затемнення»          | The Twilight Saga: Eclipse                | Анджела Вебер    |                 |
| 2011 | «96 хвилин»                          | 96 Minutes                                | Лена             |                 |
| 2011 | «Сутінки. Сага. Світанок»            | The Twilight Saga: Breaking Dawn — Part 1 | Анджела Вебер    |                 |
| 2012 | «Сутінки Сага: Світанок — Частина 2» | The Twilight Saga: Breaking Dawn — Part 2 | Анджела Вебер    |                 |
| 2013 | «Порожні слова»                      | Lip Service                               | Роксі Сантос     |                 |
| 2014 | «Рейс 7500»                          | Flight 7500                               | Ракель Мендоса   |                 |

### Серіали
| Рік       | Назва                                       | Оригінальна назва                        | Роль                | Примітки    |
| --------- | ------------------------------------------- | ---------------------------------------- | ------------------- | ----------- |
| 2004-2007 |                                             | Ned's Declassified School Survival Guide | С'юзі               | 44 епізоди  |
| 2005      | «Зої 101»                                   | Zoey 101                                 | дівчина             | 1 епізод    |
| 2006      | «Сьоме небо»                                | 7th Heaven                               | секретар приймальні | 1 епізод    |
| 2007      | «Ганна Монтана»                             | Hannah Montana                           | Алекса              | 1 епізод    |
| 2011      | «Американська історія жаху: Будинок-убивця» | American Horror Story: Murder House      | Бекка               | 1 епізод    |
| 2011–2012 | «Потай від батьків»                         | The Secret Life of the American Teenager | Рейвен              | 9 епізодів  |
| 2014–2022 | «Ходячі мерці»                              | The Walking Dead                         | Розіта              | 68 епізодів |
| 2020-2021 | «Селена»                                    | Selena: The Series                       | Селена              | 18 епізодів |
| 2022      | «Любов, смерть і роботи»                    | Love, Death & Robots                     | Харпер              | 1 епізод    |